# Roland Journu
Pour les autres membres de la famille, voir Famille Journu.
Roland Journu, né le 6 août 1906 à Bordeaux et mort dans cette même ville le 13 juin 1989, est un joueur de tennis français. Il est finaliste en double mixte à Roland-Garros en 1937.

## Biographie
Issu d'une famille de notables du Beaujolais venu s'installer à Bordeaux vers 1710 connaissant plusieurs anoblissements, un guillotiné mais aussi trois députés, Roland Journu est le fils de Paul Journu, négociant, et l’arrière petit-fils de l'homme politique Jean-Paul-Auguste Journu. Il est le neveu du pionnier de la course automobile Joseph Journu et du joueur de tennis François Blanchy.
Il suit ses études à l’Institut Sainte-Marie Grand Lebrun à Bordeaux et à l’École Bossuet à Paris. Diplômé de l'école de chimie appliquée de Bordeaux, il devient à la suite de son père le directeur de La Verrerie bordelaise, dépôt des verreries du groupe industriel Souchon-Neuvesel, et vice-président de l'Union professionnelle des industriels et négociants en verrerie.
Roland Journu a connu une carrière de joueur de tennis étalée sur une vingtaine d'années, de 1930 à 1950 environ. Il a participé au tournoi de Roland-Garros sans discontinuer de 1932 à 1951 avec pour meilleur résultat en simple un huitième de finale en 1936 où il s'incline en cinq sets contre Marcel Bernard et en 1937 où il bat le champion Italien Giorgio De Stefani. Cette année-là, il est finaliste en double mixte avec l'Allemande Marie Luise Horn, battu par Simone Mathieu et Yvon Petra.
Il a détenu jusqu'en 1950 le titre de champion de la Villa Primrose à Bordeaux. À l'étranger, il a participé au tournoi de Wimbledon en 1933 et à plusieurs compétitions en Italie, en Egypte, en Grèce et en Suisse où il remporte le championnat en 1933. Il a compté par ailleurs de nombreux succès dans les épreuves de double messieurs et de double mixte.
Il a reçu la Médaille d'argent de l'Éducation physique.

## Palmarès

### Titre en simple
- 1933 : Genève, bat Charles Aeschlimann (7-5, 12-10, 6-4)

### Finales en simple
- 1934 : Estoril, battu par Vernon Kirby (6-4, 10-8, 1-6, 6-4)
- 1934 : Beaulieu, battu par Henry Austin (6-0, 6-0, 6-1)

### Finale en double mixte
|   | Date | Nom et lieu du tournoi         | Cat.      | ($) | Surf.        | Vainqueurs                | Partenaire       | Score    |          |
| 1 | 1937 | Internationaux de France Paris | G. Chelem | 0   | Terre (ext.) | Simone Mathieu Yvon Petra | Marie Luise Horn | 7-5, 7-5 | Parcours |